# Wiesław Kędzia
Wiesław Kędzia (ur. 31 października 1950 w Bielawie, zm. 4 grudnia 2015 w Gdyni) – polski piłkarz występujący na pozycji obrońcy.

## Życiorys
Z zawodu technik. Był wychowankiem Bielawianki Bielawa, skąd w 1968 roku przeszedł do Zagłębia Wałbrzych. W barwach tego klubu rozegrał dwa mecze w I lidze. W latach 1970–1971 grał na wypożyczeniu w Śląsku Wrocław. W styczniu 1972 roku został zawodnikiem Arki Gdynia, prowadzonej przez Jerzego Słaboszowskiego. W barwach Arki oficjalnie zadebiutował 26 marca w przegranym 0:2 meczu II ligi z Lechem Poznań. W sezonie 1973/1974 awansował wraz z Arką do I ligi. Wystąpił w 27 meczach I ligi w sezonie 1974/1975, a po spadku Arki z ligi ponownie wywalczył z nią awans w sezonie 1975/1976. Ostatni mecz w barwach Arki rozegrał 9 maja 1976 roku, kiedy to jego klub wygrał 1:0 z Polonią Warszawa. Ogółem rozegrał dla Arki Gdynia 104 mecze. Następnie odszedł do Olimpii Elbląg, którą wówczas trenował Wojciech Łazarek. W latach 1978–1979 występował w Polish Eagles SC.
Po zakończeniu kariery piłkarskiej pełnił w Arce Gdynia od 1980 roku różne funkcje, w tym dyrektora klubu oraz kierownika drużyny (1996–2006). W listopadzie 2006 roku został zatrzymany przez wrocławską prokuraturę w związku z podejrzeniem ustawiania meczów. Kędzia przyznał się do winy, dobrowolnie poddał się karze i otrzymał wyrok dwóch lat pozbawienia wolności z warunkowym zawieszeniem wykonania kary na okres próby czterech lat. Zmarł w grudniu 2015 roku. Został pochowany na cmentarzu Witomińskim.